# Fuscopannaria decipiens
Fuscopannaria decipiens är en lavart som beskrevs av P. M. Jørg. Fuscopannaria decipiens ingår i släktet Fuscopannaria och familjen Pannariaceae.   Inga underarter finns listade i Catalogue of Life.